# Diplococcium mirabile
Diplococcium mirabile är en svampart som beskrevs av Rambelli 1958. Diplococcium mirabile ingår i släktet Diplococcium och familjen Helminthosphaeriaceae.   Inga underarter finns listade i Catalogue of Life.